# South of Heaven
South of Heaven är Slayers fjärde studioalbum, utgivet den 5 juli 1988 av Def Jam, på vinyl, CD och kassett. Detta var det andra albumet med Rick Rubin som producent. Albumet spelades in i Los Angeles, Kalifornien, mixades av Andy Wallace och mastringen sköttes av Howie Weinberg. Lawrence W. Carroll skapade omslagsillustrationen.
Albumet innehåller nio nyskrivna låtar, alla med musik av gitarristerna Jeff Hanneman, ensam eller tillsammans med Kerry King. De flesta texter är också skrivna av dem båda och på vissa låtar tillsammans med sångaren/basisten Tom Araya. Detta är första skivan av Slayer som har låtar med text enbart skriven av Araya, nämligen inledande titellåten samt "Mandatory Suicide". Dessutom ingår en cover av Judas Priests låt "Dissident Aggressor", skriven av Glenn Tipton, K.K. Downing och Rob Halford.
South of Heaven sålde bra och certifierades med guld av RIAA den 20 november 1992. En del kritiker och fans tyckte att skivan var svagare än föregående albumet Reign in Blood medan andra uppskattade albumets mer genomarbetade stil.

## Låtlista
| Nr  | Titel                                    | Text        | Musik                      | Längd |
| --- | ---------------------------------------- | ----------- | -------------------------- | ----- |
| 1.  | South of Heaven                          | Tom Araya   | Jeff Hanneman              | 4:58  |
| 2.  | Silent Scream                            | Araya       | Hanneman, Kerry King       | 3:07  |
| 3.  | Live Undead                              | King, Araya | Hanneman                   | 3:50  |
| 4.  | Behind the Crooked Cross                 | Hanneman    | Hanneman                   | 3:15  |
| 5.  | Mandatory Suicide                        | Araya       | Hanneman, King             | 4:05  |
| 6.  | Ghosts of War                            | King        | Hanneman, King             | 3:53  |
| 7.  | Read Between the Lies                    | King, Araya | Hanneman                   | 3:20  |
| 8.  | Cleanse the Soul                         | King, Araya | Hanneman                   | 3:02  |
| 9.  | Dissident Aggressor (Judas Priest cover) | Rob Halford | K.K. Downing, Glenn Tipton | 2:35  |
| 10. | Spill the Blood                          | Hanneman    | Hanneman                   | 4:48  |

## Medverkande

### Bandmedlemmar
- Tom Araya – elbas, sång
- Jeff Hanneman – sologitarr, kompgitarr
- Kerry King – sologitarr, kompgitarr
- Dave Lombardo – trummor

### Övrig medverkan
- Rick Rubin – producent
- Howie Weinberg – mastering
- Andy Wallace – mixning
- Lawrence W. Carroll – omslagskonst